# Йозеф фон Семлин
Иоганн Иосиф фон Семлин (при рождении — Мустафа Али Мирза Хан: 1730, Исфахан — 13 февраля 1824, Вена) — предполагаемый сын иранского полководца и завоевателя Надир-шаха (1688—1747), шаха Ирана из династии Афшаридов (1736—1747).

## Ранняя жизнь
Родился в 1736 году в Исфахане (Персия). Один из младших сыновей персидского шаха Надир-шаха (1736—1747). В 1747 году Надир-шах был убит своими военачальниками, затем его старшие сыновья были также убиты. Сторонники Надир-шаха смогли вывезти десятилетнего принца Мустафу Али из Персии в Османскую империю, а оттуда в Австрию.

## Военная служба
Али-хан Мирза привлек к себе внимание Марии Терезии, императрицы Священной Римской империи, эрцгерцогини Австрии и королевы Венгрии. Ему дали имя Иоганн Иосиф фон Семлин. В марте 1755 года он был отправлен в Грац и начал изучать немецкий язык. В январе 1756 года в Граце Иоганн иосиф фон Семлин был крещен по римско-католическому обряду. Его крестной матерью стала императрица Мария Терезия. Короткое время он учился в Венской военной академии.
В 1757—1759 годах Иоганн Иосиф фон Семлин, имевший чин прапорщика, участвовал в составе австрийской армии в Семилетней войне с Пруссией. Он отличился в битвах при Бреслау (1757) и при Хохкирхе (1758). Был дважды ранен и вынужден был уйти с военной службы в чине капитана.
Еще в чине прапорщика он попал в плен к пруссакам, а так как в своем полку он был известен как принц Персии, то и прусскому королю пришло в голову, что персидский принц — его пленник. Фридрих II пригласил его к себе, долго беседовал с ним и отправил принца через несколько дней к его крестной Марии Терезии назад.
В марте 1759 года фон Семлин получил титул барона. В его баронском дипломе говорилось, что фон Семлин принадлежит к «одной из самых благородных и самых героических семей Персидской империи».
Барон фон Семлин долго лечился в Бадене под Веной. В 1763 году он вернулся на военную службу, с 1763—1768 год — капитан в Граце, затем он служил комендантом в тирольской крепости Куфштайн. В июне 1791 году он был произведен в майоры. В следующем 1792 году барон фон Семлин вышел в отставку и получал ежегодную пенсию в размере 810 гульденов.

## Отставка
Выйдя в отставку из армии, барон фон Семлин привлек внимание французского правительства. Посол Наполеона просил фон Семлина попытаться занять трон Персии, предлагая ему свою военную поддержку. Фон Семлин вежливо отклонил это предложение, заявив: «Ни я, ни мои дети не думаем о павлиньем троне. Даже если у меня есть какие-то права стать королем Ирана, я уступаю их Францу II, императору Священной Римской Империи, который поддерживал меня до этого возраста».

## Смерть
Барон фон Семлин скончался 13 февраля 1824 года в возрасте 90 лет в городке Мёдлинг, недалеко от Вены, и был похоронен в своем домашнем саду. В соответствии с его волей и завещанием, 5 гульденов было выплачен каждому бедному человеку, который пристуствовал на его похороны. Он подписывал счета, используя свое персидское имя, Али Мирза-Хан, вплоть до своей смерти.

## Личная жизнь
Иоганн Иосиф фон Семлин в 1792 году женился на Розе (1775 — 6 октября 1837), которая, по некоторым данным, была турчанкой. У них было два сына, Яхья и Иосиф, которые служили в австрийской армии.